# Guillaume Balestrié
Guillaume Balestrié, né le 13 juin 1773 à Gignac (Hérault), mort le 27 février 1858, est un militaire français de la Révolution et de l’Empire.

## États de service
Il entre en service le 29 juillet 1792, comme lieutenant dans le 6e bataillon de fédérés, incorporé dans la 60e demi-brigade d’infanterie de ligne. Il fait les campagnes de 1793 à l’an III à l’armée du Nord.
Il reçoit son brevet de capitaine le 18 avril 1794, et le 30 mai 1796, il passe avec son grade dans la 29e demi-brigade d’infanterie, devenue 29e régiment d’infanterie de ligne en 1803. Il fait les guerres de l’an IV à l’an VII, avec l’armée d’Italie et celle du Rhin. Le 4 juillet 1799, à la tête de grenadiers des 2e et 3e bataillons de sa demi-brigade, il s’empare du village d’Appenweier et du camp qui le défend, sauve le drapeau du 3e bataillon et reprend une pièce de canon qui appartenait à l’artillerie légère. Le 18 septembre 1799, il se trouve à Mannheim, lorsqu’il tombe au pouvoir de l’ennemi, mais avant de se rendre il fait lui-même plusieurs prisonniers.
Rentré à son corps le 20 mars 1800, il fait encore les campagnes de l’an VIII à 1806 au sein de l’armée d’Italie. Il est fait chevalier de la Légion d’honneur le 18 décembre 1803, et il est blessé d’un coup de feu qui lui traverse la gorge le 30 octobre 1805, lors de la bataille de Caldiero.
Le 1er août 1806, il passe au service de Joseph-Napoléon, comme capitaine de la garde royale de Naples, et il est fait chevalier de l’ordre royal des Deux-Siciles le 18 mai 1808. Le 1er juin 1808, lorsque Joseph Bonaparte devient roi d’Espagne, il le suit, et il occupe les mêmes fonctions au sein de la Garde royale d’Espagne. Il est nommé major le 23 janvier 1809, et colonel du régiment d'infanterie royal irlandais le 26 septembre 1809. Il est fait chevalier de l’ordre royal d'Espagne le 25 octobre 1809 et commandeur de l’ordre le 20 septembre 1811.
Démissionnaire du service de l’Espagne le 15 avril 1812, il retourne en France où il est admis à la retraite.
Il meurt le 27 février 1858.

## Sources
- A. Lievyns, Jean Maurice Verdot, Pierre Bégat, Fastes de la Légion-d'honneur, biographie de tous les décorés accompagnée de l'histoire législative et réglementaire de l'ordre, Tome 4, Bureau de l’administration, 1844, 640 p. (lire en ligne), p. 123.
- « Cote LH/97/72 », base Léonore, ministère français de la Culture
- Guillaume Balestrié  sur roglo.eu
- Léon Hennet, Etat militaire de France pour l’année 1793, Siège de la société, Paris, 1903, p. 247.